# Ribnica (Kraljevo)
Ribnica (cirill betűkkel Рибница), település Szerbiában, a Raškai körzet Kraljevoi községében.

## Népesség
- 1948-ban 1 754 lakosa volt.
- 1953-ban 2 180 lakosa volt.
- 1961-ben 4 079 lakosa volt.
- 1971-ben 8 424 lakosa volt.
- 1981-ben 2 345 lakosa volt.
- 1991-ben 2 712 lakosa volt.
- 2002-ben 2 779 lakosa volt, akik közül 2 723 szerb (97,98%), 24 montenegrói, 8 macedón, 4 horvát, 2 jugoszláv, 1 magyar (0,03%), 1 orosz, 1 szlovén, 12 ismeretlen.